# Norske Reindriftsamers Landsforbund
Norske Reindriftsamers Landsforbund, på nordsamiska Norgga Boazosápmelaccaid Riikkasearvi,  är en norsk intresseorganisation för renägare.
Norske Reindriftsamers Landsforbund bildades 1948, och har forhandlingsrätt med norska staten om det årliga renskötselavtalet.
Norske Reindriftsamers Landsforbund är medlem av Samerådet.